# Kiki Bertens
Kiki Bertens (Wateringen, 10 dicembre 1991) è un'ex tennista olandese.
Considerata una delle migliori tenniste olandesi di sempre, in carriera si è aggiudicata dieci titoli WTA in singolare, tra cui il prestigioso Mutua Madrid Open, e dieci in doppio, insieme a 18 titoli ITF.
Nei tornei del Grande Slam vanta una semifinale all'Open di Francia 2016 e un quarto di finale a Wimbledon 2018, mentre in doppio ha disputato due quarti di finale: uno agli Australian Open 2015 e uno all'Open di Francia 2016. Per quanto riguarda i tornei di fine anno, si è spinta fino alla finale nel doppio alle WTA Finals 2017, mentre in singolare la semifinale alle WTA Finals 2018, subentrando all'infortunata Simona Halep.
Il 13 maggio 2019 ha raggiunto la quarta posizione del ranking mondiale in singolare, diventando la tennista olandese con il ranking più alto di sempre, mentre in doppio la sedicesima il 16 aprile del 2018.

## Vita privata
Il 30 novembre 2019 convola a nozze con Remko de Rijke.

## Carriera

### 2006 - 2010
Inizia a giocare a tennis all'età di sei anni e partecipa per la prima volta a un torneo ITF a 15 anni, nel 2006.
Solo dopo 3 anni, nel 2009, raggiunge la sua prima finale ad un torneo ITF, a Apeldoorn, perdendo dalla francese Natalie Piquion per 3-6, 2-6. La sua prima vittoria in un torneo ITF la ottiene nel doppio al torneo ndi Bree, nel mese di agosto, in coppia con la connazionale Quirine Lemoine. La settimana dopo replica con la vittoria al torneo di Rececq, in coppia con Nicole Thyssen. All'inizio del mese di settembre sbanca al torneo di Almere, dove vince sia il torneo di singolare che di doppio. La stessa cosa avviene anche al torneo di Antalya-Belek, in Turchia; nel singolare batte in finale la russa Nanuli Pipiya, nel doppio vince in coppia con Marcella Koek. L'anno si chiude con la vittoria nel doppio al torneo di Jersey.
Il 2010 inizia con una sconfitta in finale al torneo ITF di Portimao contro l'italiana Claudia Giovine per 6-3, 2-6, 6(1)-7, ma a metà di marzo vince il sesto titolo ITF nel doppio al torneo di Antalya in coppia con Danielle Harmsen. Nel mese di giugno perde di nuovo la finale al torneo di Apeldoorn ma due settimane dopo si riscatta vincendo il torneo di Rotterdam battendo Danielle Harmsen. A Ferragosto perde la finale al torneo ITF di Koksijde contro la polacca Katarzyna Piter per 4-6, 4-6. Verso fine anno vince il primo torneo da 25,000 $ a Helsinki in coppia con la connazionale Richel Hogenkamp.

### 2011 - 2012: primo titolo WTA

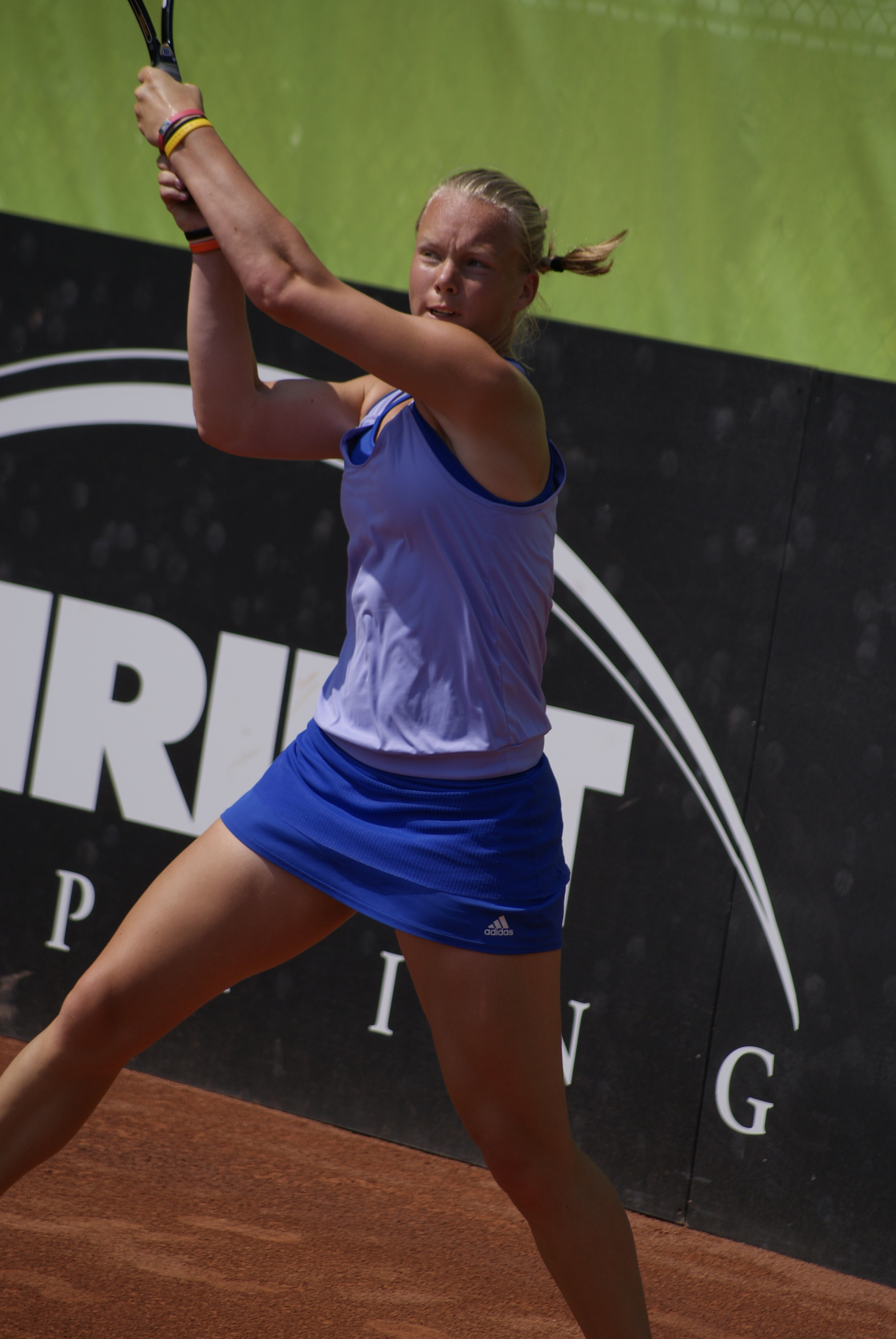
Kiki Bertens nel 2011

Il 2011 si apre con una sconfitta nel doppio al torneo di Andrezieux - Boutheon in coppia con Richel Hogenkamp. Nel mese di maggio prova a qualificarsi al Roland Garros, ma perde subito al primo turno; a giugno accede per la prima volta al tabellone principale di un torneo WTA, quello di 's-Hertogenbosch, dove perde al primo turno dall'italiana Sara Errani. Ad agosto torna a vincere nel doppio al torneo ITF di Monteroni in coppia con Nicole Rottmann e la settimana dopo vince il torneo di Koksijde contro la bulgara Elitsa Kostova. Agli Us Open si ferma al primo turno di qualificazione e ad inizio ottobre perde in finale nel doppio al torneo ITF di Madrid. A fine anno partecipa per la prima volta ad un torneo WTA nel doppio a Lussemburgo ma perde subito al primo turno. Vince poi il torneo di Ismaning in coppia con Anne Keothavong.
Il 2012 inizia con le qualificazioni agli Australian Open dove perde al secondo turno contro l'ucraina Olga Savchuk. Nel mese di marzo vince il suo quinto titolo ITF a Irapuato contro Yaroslava Shvedova e subito dopo il titolo a Bath contro Annika Beck. A fine aprile ottiene il primo successo in un torneo WTA a Fes. Per accedere al torneo ha superato prima le qualificazioni, eliminando in sequenza Intissar Rassif con un doppio 6-0, Lara Arruabarrena Vecino e Kristýna Plíšková entrambe in match lunghi tre set. Nel tabellone principale è riuscita ad eliminare le teste di serie numero 5 e 6, Simona Halep e Chanelle Scheepers prima di arrivare alla finale. Nel match decisivo ha sconfitto la spagnola Laura Pous Tió con un netto 7-5, 6-0 conquistando così il titolo. A maggio partecipa alle qualificazioni per l'Open di Francia 2012 e le supera concedendo un solo set alle tre avversarie (Beck, Pučkova e Gojnea). Nel tabellone principale le viene assegnata Christina McHale come avversaria e nonostante la vittoria del primo set non riesce a vincere la partita e quindi finisce al primo turno il suo esordio in uno Slam. Nel doppio perde al primo turno in coppia con Katalin Marosi. Partecipa successivamente al torneo di Wimbledon e sconfigge al primo turno la testa di serie numero 19, Lucie Šafářová, con un netto 6-3, 6-0, per poi perdere al secondo turno dalla kazaka Yaroslava Shvedova. Agli Us Open raggiunge il secondo turno nel singolare, mentre nel doppio perde subito al primo turno. L'anno si chiude con i quarti raggiunti al torneo di Seul.

### 2013

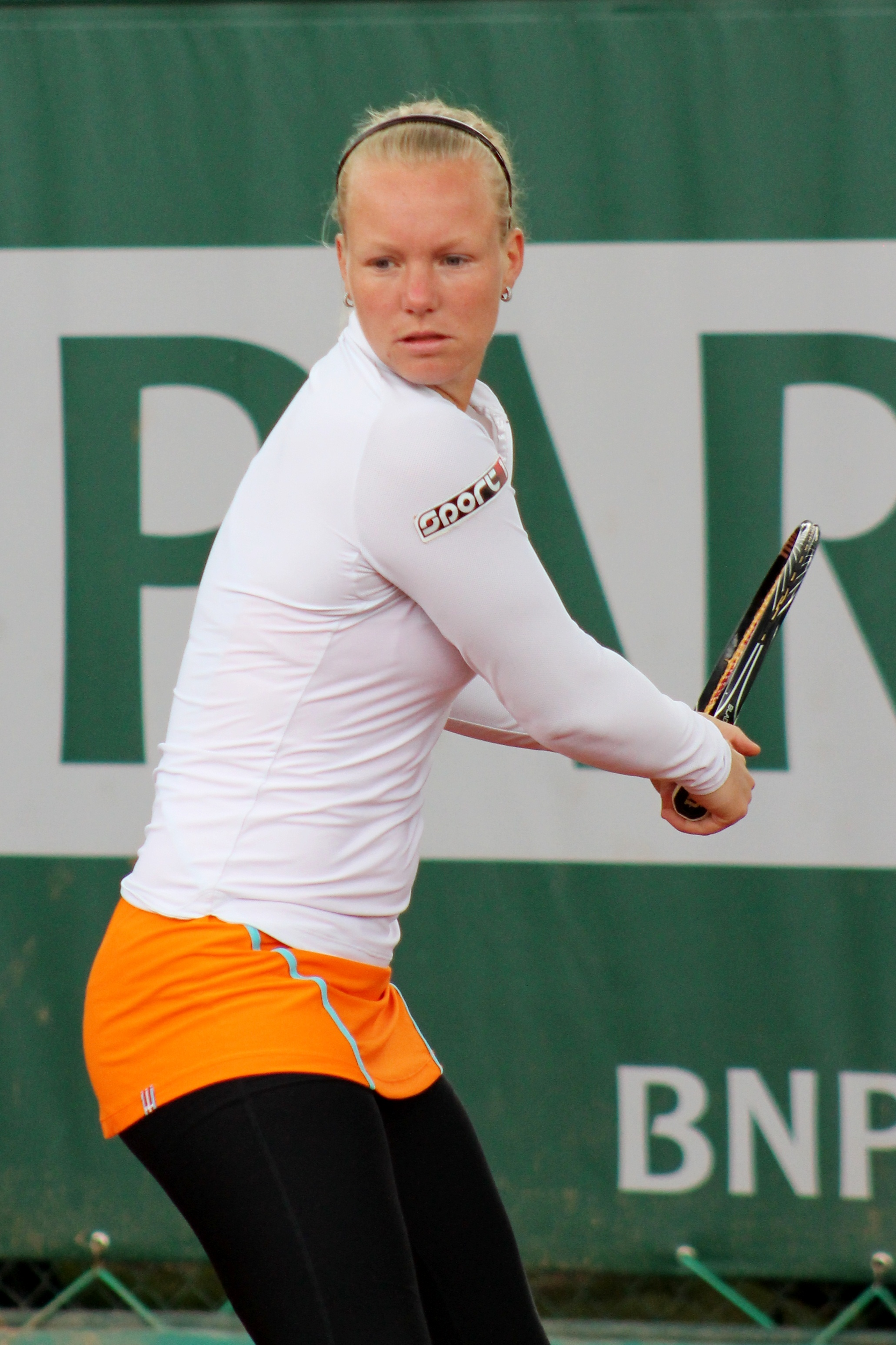
Kiki nell'Open di Francia 2013

Kiki comincia la stagione ad Auckland, dove raggiunge i quarti di finale nei quali perde da Jamie Hampton in tre set. A Sydney non passa le qualificazioni mentre agli Australian Open si ferma subito contro Lucie Hradecká. A Parigi perde nell'ultimo turno di qualificazioni ma viene ripescata da lucky loser. Al primo turno sconfigge Tamira Paszek 6-4 7-5 mentre al secondo turno batte la Cibulkova 7-5 6-4. Ai quarti si impone su Lucie Šafářová in 2 set, prima di perdere in semifinale dalla numero 7 del mondo Sara Errani. Grazie a questo buon torneo, la Bertens guadagna 18 posizioni, issandosi alla posizione numero 47. L'olandese partecipa poi al torneo di Acapulco, dove si arrende nuovamente a Sara Errani ai quarti. Raggiunge poi il secondo turno a Indian Wells, Miami e Katowice mentre a Marrakech arriva fino ai quarti, perdendo da Lourdes Domínguez Lino per 4-6, 6-4, 3-6. A Oeiras e Madrid esce subito. A Roma sconfigge Francesca Schiavone per 7-6(5) 6-1 prima di uscire al secondo turno per mano di Sloane Stephens (6-4, 3-6, 2-6). Chiude la stagione sul rosso partecipando al Roland Garros, dove perde immediatamente contro Sorana Cirstea.
Inizia la stagione sull'erba, che non porta a Kiki nemmeno un successo: a 'S Hertogenbosch viene estromessa da Anabel Medina Garrigues per 6-1 6-2 mentre a Wimbledon viene superata da Yaroslava Shvedova per 6-4 6-3. A Bad Gastein non va oltre al primo turno, sconfitta da Viktorija Golubic in 2 set. Esce all'esordio a Stanford e Washington mentre a Toronto supera le qualificazioni e batte Alison Riske ma perde al secondo turno contro Kirsten Flipkens. Chiude la stagione agli US Open, dove rimedia una sconfitta all'esordio da Jie Zheng (1-6, 3-6). In termini di ranking finisce la stagione occupando l'ottantasettesimo posto nel ranking.

### 2014 - 2015: ottavi di finale al Roland Garros, calo in classifica e tumore

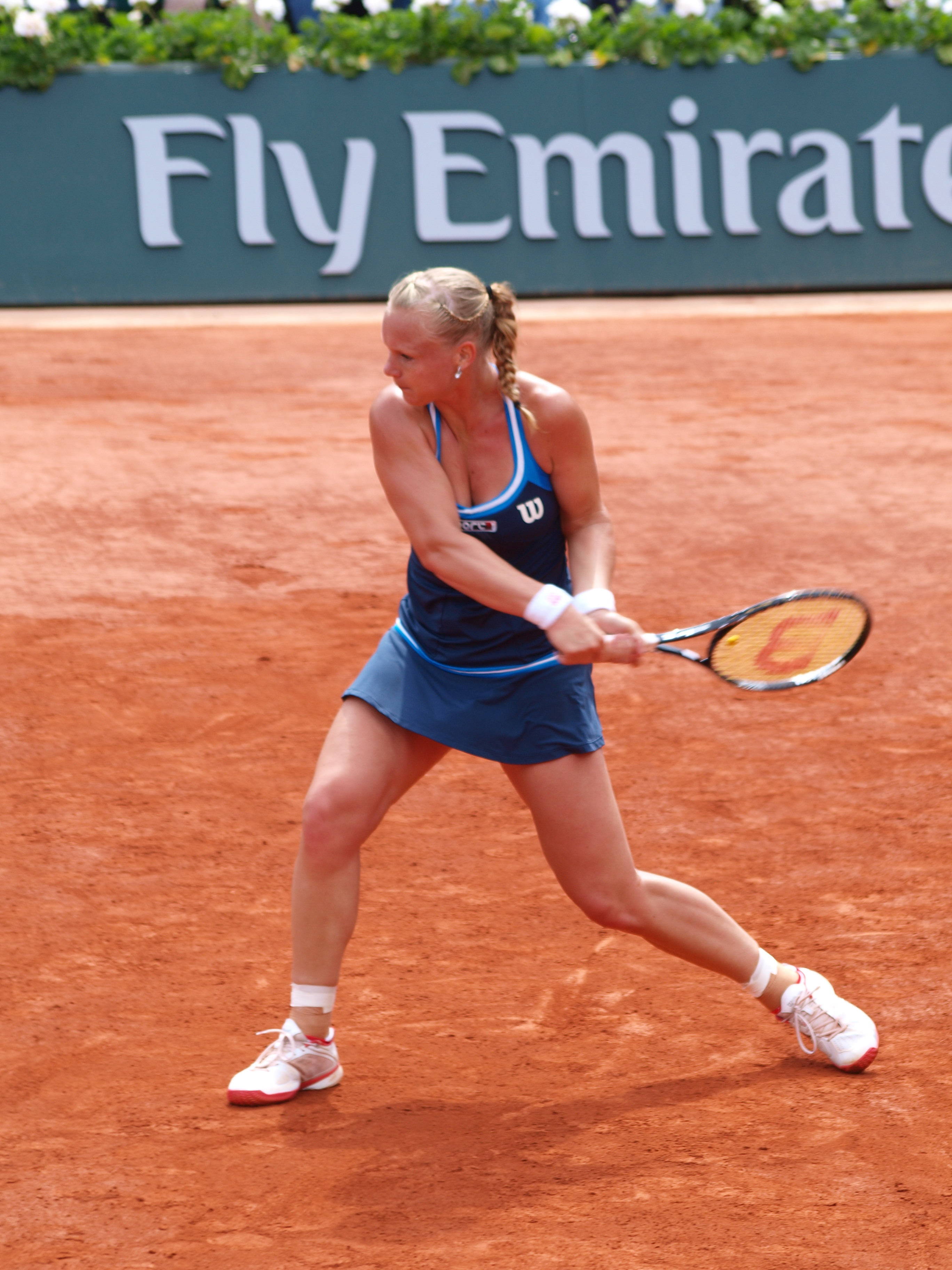
Kiki Bertens all'Open di Francia 2014

Il 2014 parte con la sconfitta agli Australian Open al primo turno contro Ana Ivanović; al torneo di Rio e Florianapolis raggiunge il secondo turno. Al torneo di Miami non va oltre il secondo turno, perdendo da Samantha Stosur e successivamente scopre di avere un tumore alla tiroide. Nel corso della stagione cala inesorabilmente in classifica a causa dello stress psico-fisico. Anche al torneo di Charleston si ferma al secondo turno. A metà maggio torna a vincere nel doppio ITF al torneo di Cagnes-Sur-Mer in coppia con Johanna Larsson. Raggiunge gli ottavi di finale a Parigi venendo sconfitta da Andrea Petković, mentre al torneo di Bucarest non va oltre il secondo turno. Agli US Open perde subito dalla svizzera Timea Bacsinszky ritirandosi sul 7-6(7), 3-4. L'anno si chiude con i quarti di finale al torneo di Lussemburgo.
Ad inizio 2015 vince il suo primo titolo WTA nel doppio al torneo di Hobart, in coppia con Johanna Larsson. Agli Australian Open si ferma al secondo turno nel singolare mentre raggiunge i quarti di finale nel doppio. Ai successivi tornei di Acapulco e Monterrey si ferma in semifinale nel doppio, mentre a Indian Wells, Miami e Katowice non va oltre il primo turno nel singolare. Dopo un secondo turno a Norimberga, al Roland Garros si ferma al primo turno e durante la conferenza successiva alla sconfitta nel primo turno contro Svetlana Kuznecova, annuncia di aver vinto la battaglia. In seguito raggiunge la semifinale a 's-Hertogenbosch perdendo da Camila Giorgi per 2-6, 4-6, mentre a Wimbledon perde subito contro Petra Kvitova. A metà di luglio si aggiudica il secondo titolo WTA nel doppio a Bastad. La settimana successiva vince ancora nel doppio al torneo ITF di Sobota, mentre nel singolare si ferma in semifinale contro Jelena Ostapenko. La settimana successiva si aggiudica di nuovo il torneo ITF di Koksijde, battendo in finale Myrtille Georges. Agli US Open raggiunge il terzo turno nel doppio, mentre nel singolare perde al secondo turno contro Serena Williams. Dopo un passaggio a vuoto al torneo di Tokyo, a quello di Seul raggiunge la finale nel doppio. perdendo poi al terzo turno. In conclusione d'anno si ferma al primo turno a Linz e raggiunge la semifinale nel doppio al torneo di Lussemburgo.

### 2016: semifinale nel Roland Garros, secondo titolo WTA e Top 20

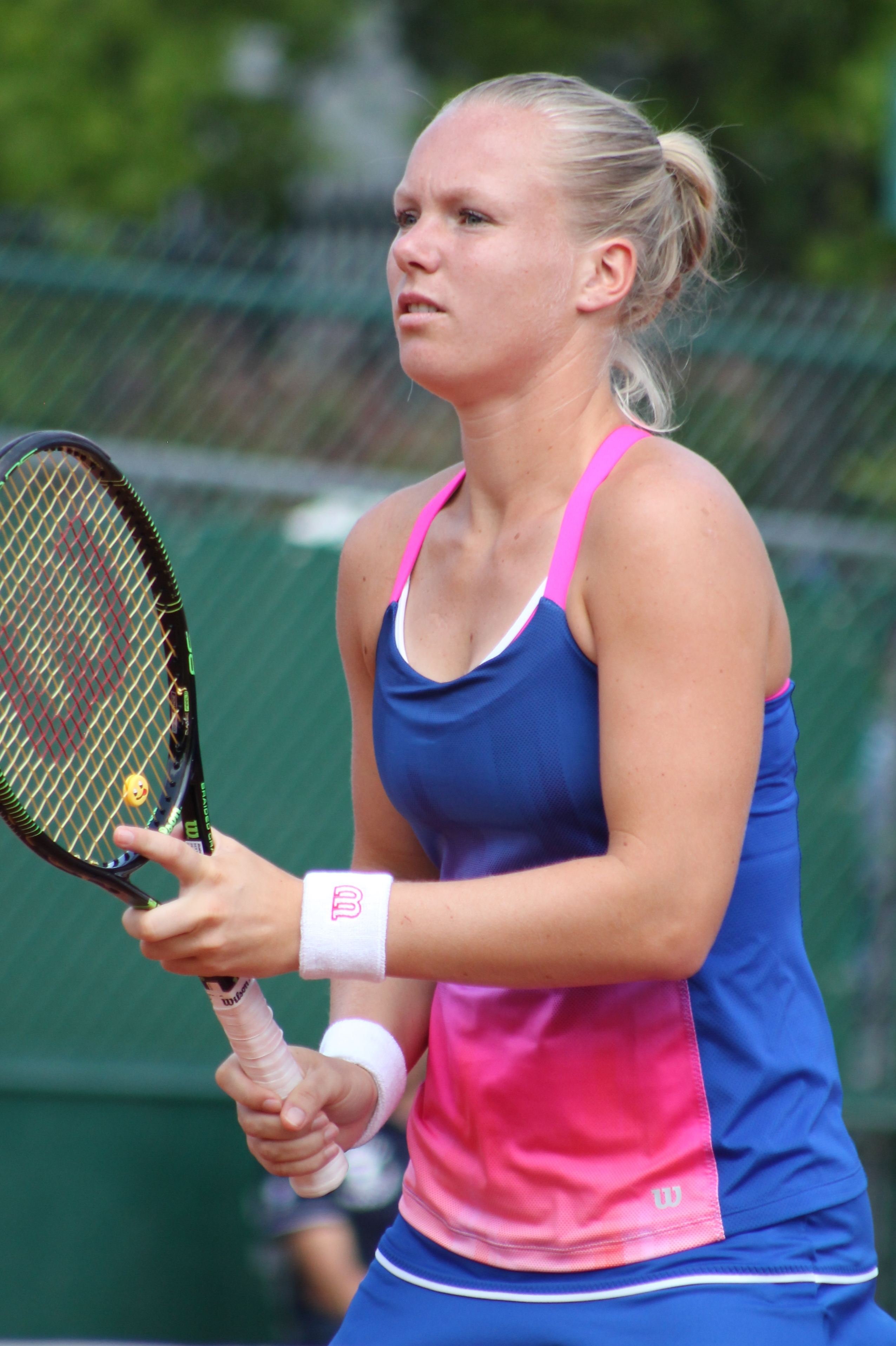
Kiki nell'Open di Francia 2016

Superate le qualificazioni ad Auckland, viene eliminata subito dalla settima testa di serie, Barbora Strýcová, per 2-6 4-6. Nel torneo di Hobart raggiunge sorprendentemente i quarti di finale arrivando dalle qualificazioni. Viene fermata da Dominika Cibulková, testa di serie numero n° 3, per 5-7 3-6. Agli Australian Open si ferma al primo turno perdendo contro Laura Siegemund in due set.
Al torneo di Acapulco arriva in finale nel doppio in coppia con la svedese Johanna Larsson. Non ottiene risultati di rilievo fino ad aprile quando raggiunge la semifinale a Rabat. Qui viene fermata da Marina Eraković per 6-2 6(7)-7 5-7 in un match molto complesso. Ritorna a vincere un titolo WTA a Norimberga dove supera in finale, giungendo dalle qualificazioni, con un doppio 6-2 Mariana Duque Mariño. Anche in doppio si aggiudica il torneo in coppia con Johanna Larsson. La conferma del suo ottimo stato di forma arriva a Parigi dove si spinge fino alla semifinale perdendo dalla n° 1 del mondo, Serena Williams, per 6(7)-7 4-6. Durante lo Slam sconfigge avversarie come: Angelique Kerber, n° 3 del mondo; Camila Giorgi; Dar'ja Kasatkina, 29º testa di serie; Madison Keys, testa di serie numero 15 e Timea Bacsinszky, testa di serie numero 8. In doppio, insieme a Larsson, viene sconfitta dalla future campionesse, Garcia/Mladenovic, ai quarti di finale.
A Wimbledon viene fermata dalla 5ª testa di serie, Simona Halep, nel terzo turno. Raggiunge la finale nel torneo svizzero, lo Swiss Open. Dopo avere sconfitto Tamira Paszek, Claire Feuerstein, Irina Chromačëva e Timea Bacsinszky, viene sconfitta in rimonta da Viktorija Golubic per 6-4 3-6 4-6.
Rappresenta l'Olanda alle Olimpiadi di Rio venendo sconfitta in rimonta da Sara Errani (6-4 4-6 3-6). Agli US Open si ferma al primo turno contro Ana Konjuh, mentre al torneo di Linz si aggiudica il titolo nel doppio. In Lussemburgo raggiunge la semifinale, ma viene fermata con un doppio 3-6 da Monica Niculescu, mentre nel doppio vince il titolo. Rientrando nella Top 20 mondiale, prende parte all'Elite Trophy Zhuhai non superando la fase a gironi in quanto viene sconfitta da Elina Svitolina ed Elena Vesnina.

### 2017: due titoli in singolare e uno in doppio

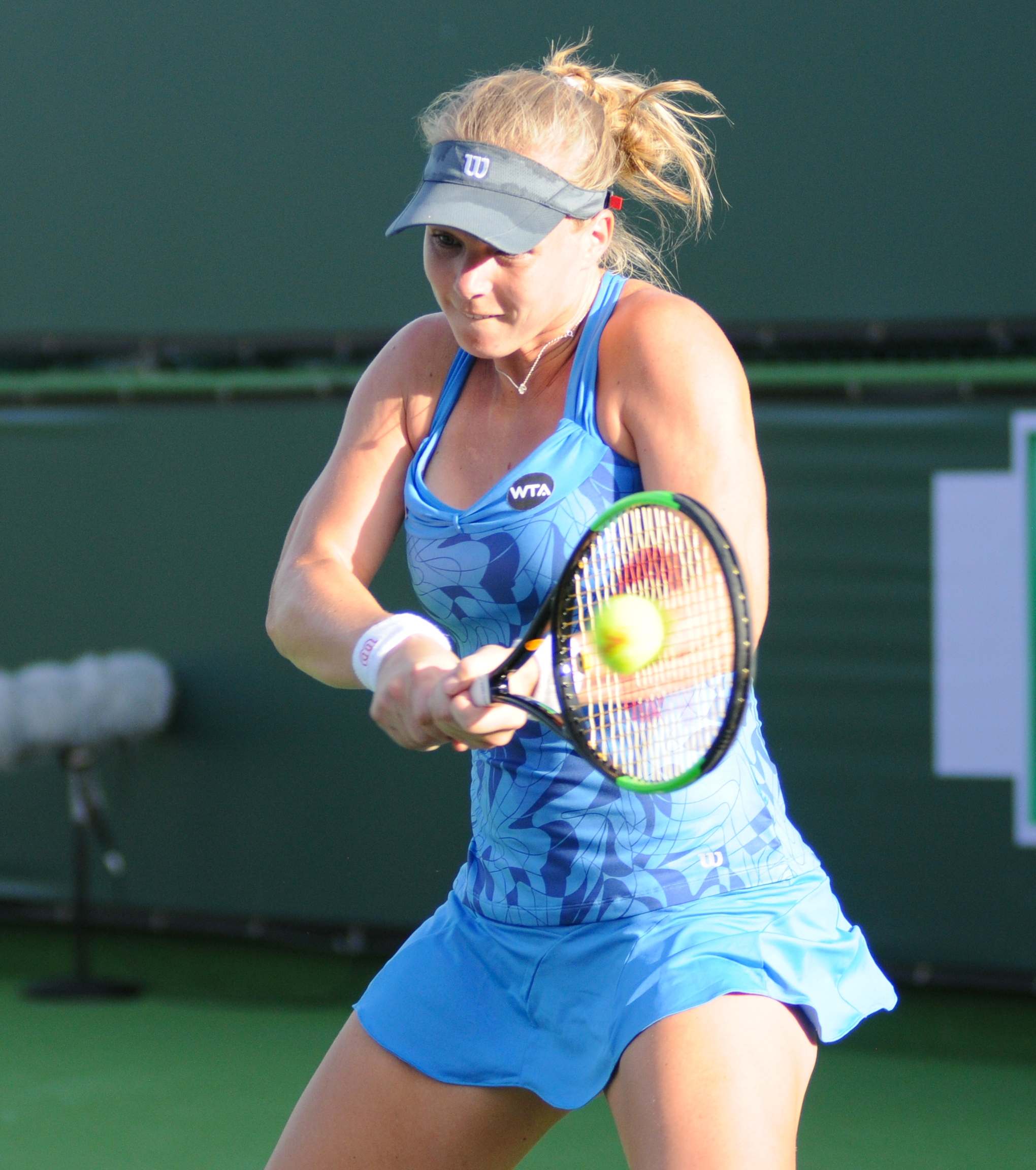
Kiki agli Indian Wells 2017

Inizia l'anno partecipando al torneo di Auckland dovendo arrendersi nel primo turno contro Lauren Davis. Tuttavia, in doppio si aggiudica il titolo in coppia con Larsson senza perdere un set. A Hobart raggiunge i quarti di finale, ma la ferma Elise Mertens (2-6 5-7). Agli Australian Open non va oltre il primo turno perdendo in un match lottato contro Varvara Lepchenko per 5-7 6(5)-7.
Non ottiene grandi risultati fino agli Internazionali d'Italia dove a sorpresa raggiunge la semifinale costretta ad arrendersi a Simona Halep per 5-7 1-6. Vince il terzo titolo in carriera a Norimberga superando in finale Barbora Krejčíková per 6-2 6-1. Nel corso del torneo estromette Katharina Gerlach, Annika Beck, Alison Riske e Misaki Doi. A Parigi non ripete la semifinale dell'anno precedente venendo fermata a sorpresa al secondo turno da Catherine Bellis per 3-6 6(5)-7.
A s-Hertogenbosch raggiunge la finale nel doppio senza vincere il titolo, in coppia con la connazionale Demi Schuurs. A Wimbledon si ferma al primo turno sconfitta da Sorana Cîrstea in due sets. Nel torneo di Lugano Gstaad vince il suo quarto titolo WTA. Arriva in finale facilmente senza giocare tie-break e senza perdere set. In finale supera Anett Kontaveit, testa di serie n° 3, per 6-4 3-6 6-1. Anche in doppio vince il torneo, in coppia con Larsson.
Agli US Open non va oltre il primo turno sconfitta da Maria Sakkarī per 3-6 4-6. Nel torneo coreano di Seul si aggiudica il titolo in doppio, sempre con Larsson e la vittoria arriva anche al torneo di Linz. Disputano il Masters di fine anno in doppio dove vengono sconfitte in finale dalla coppia Babos/Sestini Hlaváčková per 6-4 4-6 [5-10].

### 2018: quarti di finale a Wimbledon, 7º titolo WTA e Top 10 in singolare; 10º titolo in doppio e Top 20
Inizia la stagione perdendo nettamente al primo turno contro Ana Konjuh a Brisbane. Nonostante ciò, in doppio con la connazionale Schuurs si aggiudica il titolo. A Sydney supera Kristie Ahn per 6-2 6-4, prima di essere fermata dalla 1ª testa di serie, Garbiñe Muguruza, per 3-6 6(6)–7. Mentre in doppio raggiunge i quarti di finale con Larsson. Agli Australian Open supera in rimonta Catherine Bellis (6(5)-7 6-4 6-2) ed estromette Nicole Gibbs per 7-6(3) 6-0; prima di essere sconfitta dalla n° 2 del mondo e futura campionessa, Caroline Wozniacki, per 4-6 3-6. Nei tornei di San Pietroburgo, Dubai e Indians Wells non va oltre il primo turno perdendo rispettivamente contro: Vera Zvonarëva, Wang Qiang e Serena Williams. Nel torneo di Miami supera in rimonta Varvara Lepchenko per 5-7 7-6(5) 6-1, ma viene poi rimontata lei stessa da Venus Williams per 7-5 3-6 5-7.

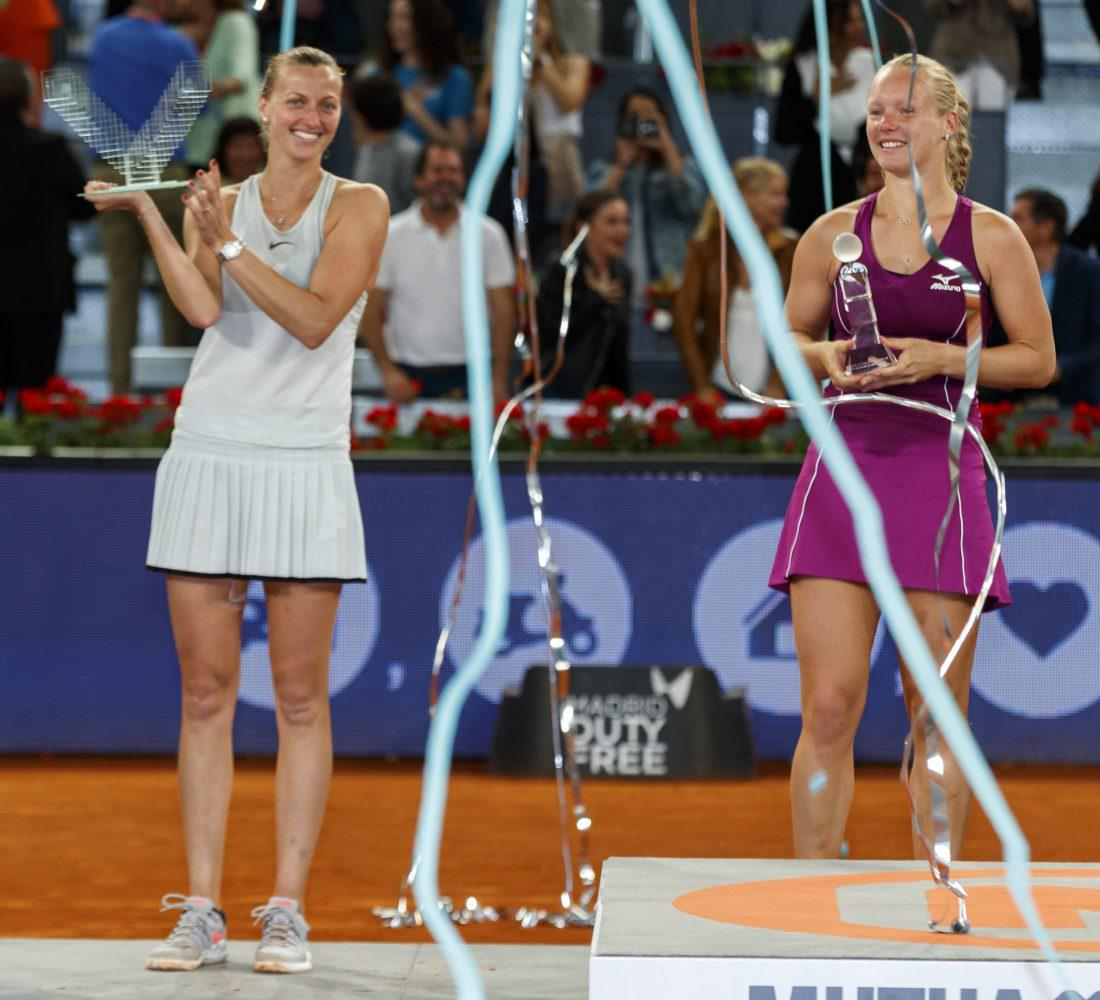
Kiki al Mutua Madrid Open 2018 insieme alla vincitrice del torneo Petra Kvitová (a sinistra)

A Charleston arriva la prima importante vittoria per Bertens. Dopo aver sconfitto: Verónica Cepede Royg per 6-4 6-1, Aleksandra Krunić per 6-4 6-2, Fanny Stollár per 6-2 6-4, Alizé Cornet per 6-2 7-5 e Madison Keys per 6-4 6(2)-7 7-6(5); l'8 aprile in finale estromette nettamente la testa di serie numero 5, Julia Görges, per 6-2 6-1. Raggiunge la finale nel masters di Madrid dove è costretta ad arrendersi ad una ritrovata Petra Kvitová per 6(6)-7 6-4 3-6. In questo torneo supera: Maria Sakkarī con un doppio 6-4, Anastasija Sevastova per 6-1 6-4, Caroline Wozniacki per 6-2 6-2, Marija Šarapova per 4-6 6-2 6-3 e Caroline Garcia con un doppio 6-2.
Agli Internazionali d'Italia viene sconfitta al primo turno dalla greca Maria Sakkarī, che si impone per 6-2 4-6 6-3. Non difende il titolo a Norimberga venendo fermata ai quarti di finale da Kirsten Flipkens per 7-5 3-6 6(3)-7. Agli Open di Francia si sbarazza di Aryna Sabalenka e di Aljaksandra Sasnovič, prima di perdere contro Angelique Kerber in due tie-break. In patria, a s-Hertogenbosch, viene estromessa da Kirsten Flipkens per 4-6 7–6(6) 1-6. Proprio con Flipkens raggiunge la finale in doppio dove sono costrette al ritiro. A Eastbourne non va oltre il primo turno uscendo di scena per mano di Mihaela Buzărnescu (6-3 6(5)–7 3-6).
Nello Slam di Wimbledon raggiunge per la prima volta i quarti di finale. Qui estromette: Barbora Štefková per 6-3 6-2; Anna Blinkova per 6-4 6-0; Venus Williams, testa di serie numero 9, per 6-2 6(5)–7 8-6 e Karolína Plíšková, testa di serie numero 7, per 6-3 7-6(1). Nei quarti subisce una clamorosa rimonta da parte di Julia Görges per 6-3 5-7 1-6. A Montreal si sbarazza senza perdere set di Carol Zhao e delle due Top 10 Karolína Plíšková e Petra Kvitová. Viene poi sconfitta da Ashleigh Barty per 3-6 1-6.
A Cincinnati raggiunge la sua vittoria più importante in carriera in quanto si aggiudica il titolo. Nel corso del torneo estromette: Coco Vandeweghe per 6-2 6-0; Caroline Wozniacki, n° 2 del mondo, che si ritira sul 6-4 per l'olandese; Anett Kontaveit per 6-3 2-6 6-3; Elina Svitolina, n° 7 del mondo, per 6-4 6-3 e Petra Kvitová, n° 6 del mondo, per 3-6 6-4 6-2. In finale, il 19 agosto, elimina per la prima volta in carriera una n° 1 del mondo, si tratta di Simona Halep. Bertens non trova il ritmo giusto nel primo set in quanto la sua avversaria adotta una tattica, servire con meno forza per mettere più prime possibili in campo, che si rivela vincente nonostante l'olandese avesse giocato bene. Dopo aver perso il primo parziale per 2-6, si aggiudica il tie-break per 7-6(6) nel secondo set. Con una Halep che si è vista annullare un match point sul 5-6 nel tie-break e stremata, Bertens può completamente dominare il match aggiudicandoselo per 6-2 nel set decisivo. Con questa vittoria, Kiki batte quattro giocatrici Top 10 in un solo torneo e migliora il suo best ranking, 13ª posizione.

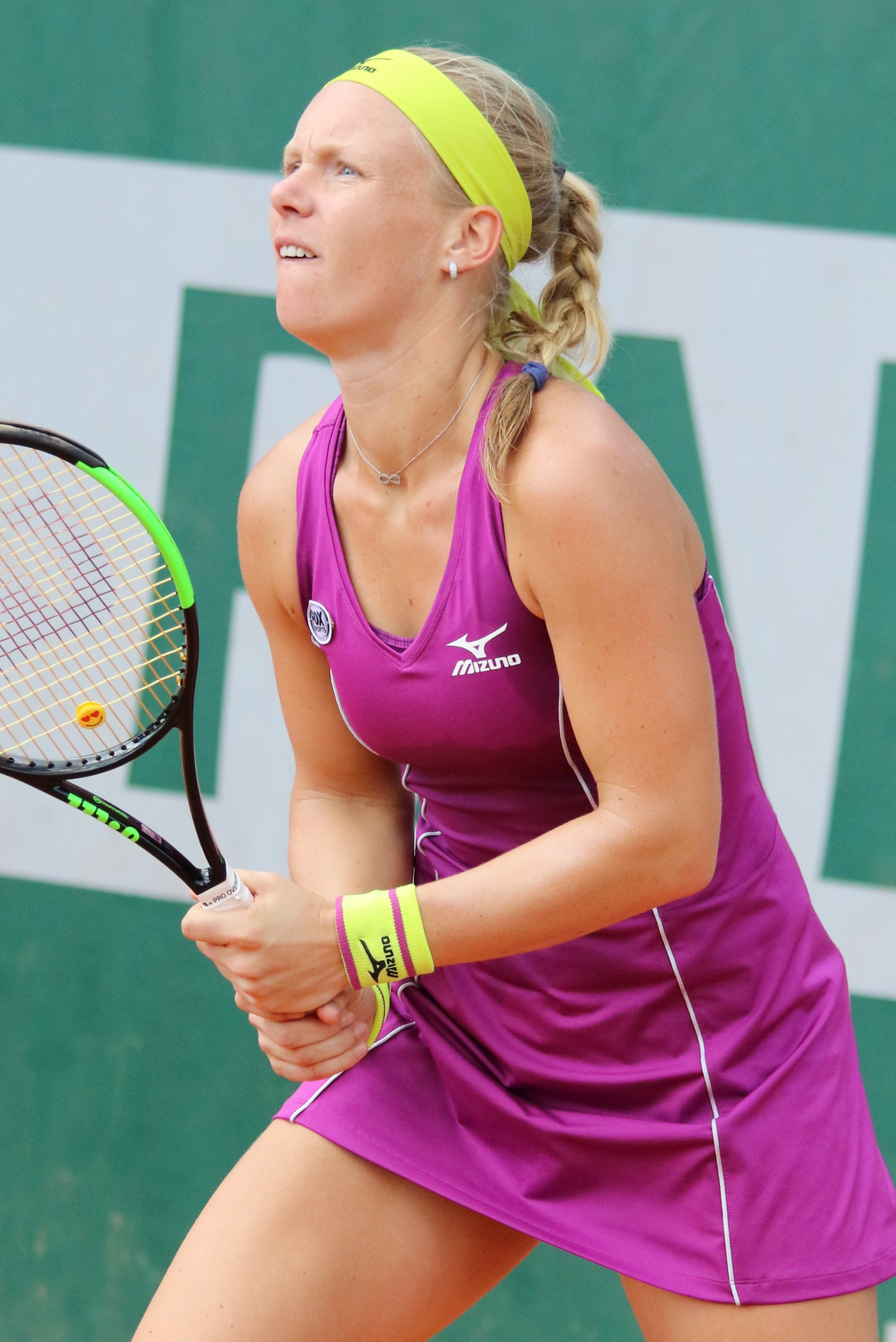
Kiki Bertens nel 2018

Nell'ultimo Slam della stagione, l'US Open, elimina Kristýna Plíšková per 6-0 7-5 e Francesca Di Lorenzo per 6-2 6-1; viene poi eliminata a sua volta in un match molto complicato, perso per 6(4)-7 6-2 6(1)-7, da Markéta Vondroušová. Vince il suo settimo torneo WTA a Seoul imponendosi in ordine su: Luksika Kumkhum per 7-6(7) 6-2, Dalila Jakupovič per 6-4 7-5, Evgenija Rodina in rimonta per 3-6 6-3 6-0, Maria Sakkarī per 6-4 6-2 e Ajla Tomljanović per 7-6(2) 4-6 6-2. Grazie ai risultati ottenuti si spinge fino all'11ª posizione, a distanza di 100 punti dalla Top 10. Partecipa al torneo di Wuhan dove, dopo aver sconfitto Belinda Bencic per 6-3 4-6 6-2, viene sconfitta da Anastasija Pavljučenkova per 4-6 2-6. Nel torneo di Pechino, si impone su Sorana Cîrstea per 6-2 6-0 e su Kirsten Flipkens con un doppio 6-1, prima di venire sconfitta da Kateřina Siniaková con il punteggio di 4-6 3-6. Nonostante ciò, grazie alla sconfitta prematura della vincitrice dell'anno precedente (Caroline Garcia), Kiki entra per la prima volta nella Top 10, posizionandosi decima. Non brilla nei tornei di Linz e Mosca dove viene eliminata in tre set rispettivamente nel secondo turno da Margarita Gasparjan e nel primo da Aljaksandra Sasnovič. Tuttavia, riesce a raggiungere la nona posizione della classifica, suo nuovo best ranking, a causa della perdita di punti di Görges.
Qualche giorno prima delle WTA Finals viene annunciato ufficialmente il ritiro della numero uno del mondo, Simona Halep, a causa di un'ernia al disco. Grazie a ciò, Bertens disputa per la prima volta tale Masters subentrando come sostituta. L'olandese è nel gruppo rosso con Angelique Kerber (n° 2), Naomi Ōsaka (n° 4) e Sloane Stephens (n° 6). Nella prima giornata è autrice di una vittoria clamorosa su Kerber, la quale, avanti per 6-1 2-0, si fa rimontare da una fallosa Bertens che ritrova la fiducia e che chiude l'incontro con il punteggio di 1-6 6-3 6-4, centrando l'undicesima vittoria contro una Top 10. Successivamente, viene sconfitta da Stephens, che si impone per 6(4)–7 6-2 3-6, dopo che l'olandese era stata in vantaggio per 2-0 nel terzo parziale. Nel match valido per la semifinale è opposta a Ōsaka, contro la quale le sono necessari 36 minuti per concludere la partita con il punteggio di 6-3, a causa del ritiro della nipponica per un dolore alla coscia, e staccare il pass per il penultimo atto. Successivamente, viene sconfitta da Elina Svitolina con il punteggio di 5-7 7-6(5) 4-6, dopo aver avuto tre break point per pareggiare i conti sul 5-5 nel set decisivo.

### 2019: primo Premier Mandatory e Top 5

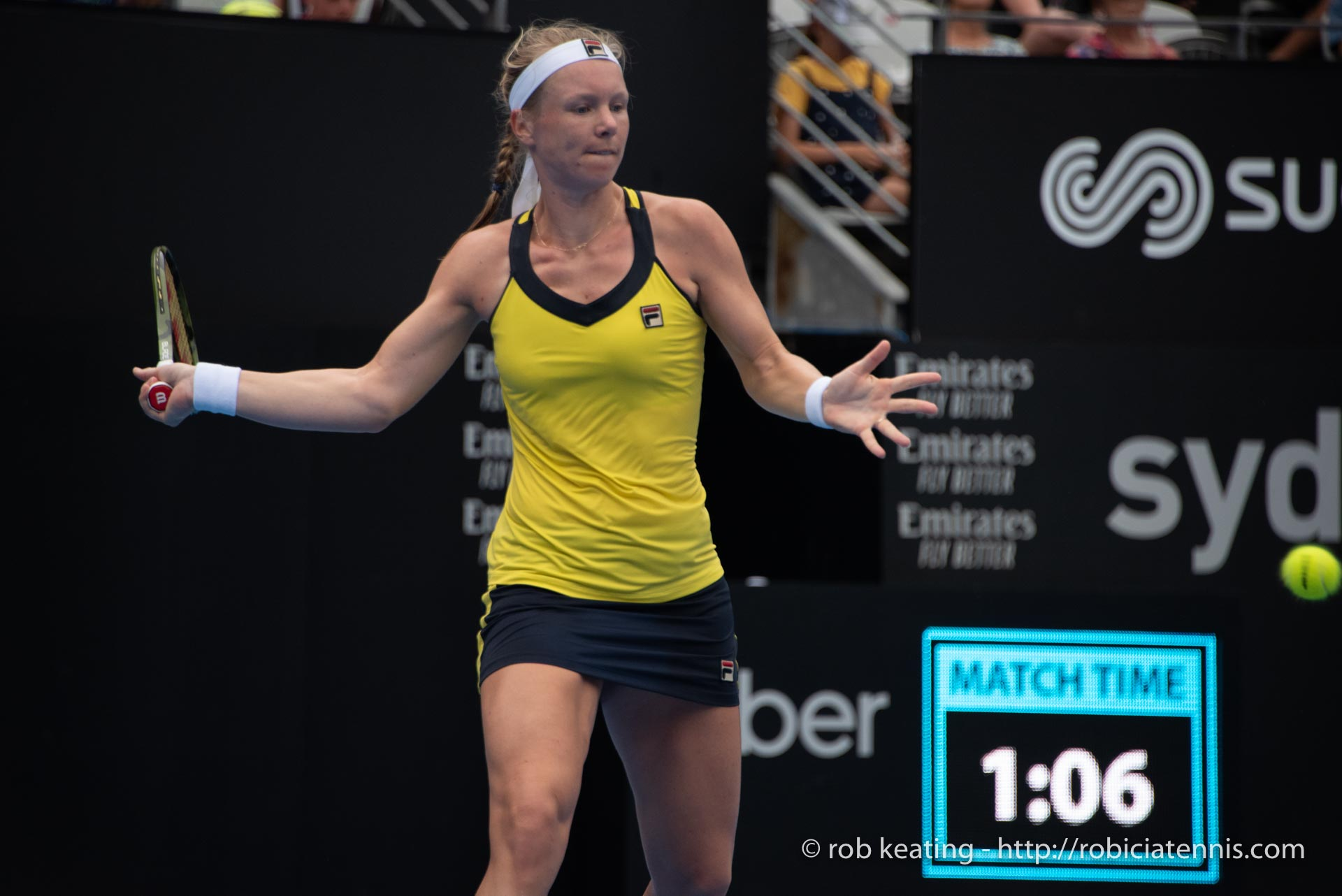
Kiki Bertens a Sydney nel 2019

Inizia la stagione partecipando al torneo di Brisbane dove, dopo aver sconfitto Elise Mertens con il punteggio di 6-2 6(6)-7 6-4, viene eliminata da Donna Vekić per 6(5)-7 6-1 5-7. Successivamente, raggiunge la semifinale a Sydney, prima di cedere ad Ashleigh Barty (7-6(4) 4-6 5-7). Nel corso del torneo si impone su Bernarda Pera, Garbiñe Muguruza (ritiro) e Julija Putinceva. Agli Australian Open si sbarazza di Alison Riske con un doppio 6-3, per poi venire estromessa da Anastasija Pavljučenkova per 6-3 3-6 3-6.
Vince l'ottavo titolo in carriera a San Pietroburgo imponendosi su: Ysaline Bonaventure per 6-4 6-2, Anastasija Pavljučenkova per 6-2 3-6 6-0, Aryna Sabalenka per 7-6(5) 6-2 e Donna Vekić per 7-6(2) 6-4. Non brilla nel torneo del Qatar e di Dubai. Infatti, nel primo viene sconfitta da Elise Mertens nei quarti di finale, mentre nell'altro da Viktória Kužmová nel primo turno. Nonostante ciò, raggiunge la settima posizione della classifica, migliorando il suo best ranking. Agli Indian Wells estromette in due sets Magda Linette (6-4 6-1) e Johanna Konta (7-6(10) 6-4), prima di cedere in rimonta a Garbiñe Muguruza, che si impone per 5-7 6-1 6-4. Non fa meglio nemmeno a Miami dove, dopo aver eliminato Xiyu Wang per 6-4 6-1 e Viktória Kužmová per 3-6 6-0 6-1, viene sconfitta dalla furuta campionessa Ashleigh Barty con il punteggio di 6-4 3-6 2-6. Si presenta a Charleston per difendere il titolo, ma viene sconfitta a sorpresa al secondo turno da Maria Sakkarī per 6(8)-7 3-6. Raggiunge la semifinale a Stoccarda estromettendo: Anna-Lena Friedsam per 7-5 6-2, Belinda Bencic per 4-6 6-3 6-4 ed Angelique Kerber (n° 5 del ranking) per 6-3 6-4; viene poi sconfitta dalla futura campionessa Petra Kvitová, che si impone per 7-6(3) 3-6 6-1.
Nel Premier Mandatory di Madrid si presenta per difendere i punti ottenuti con la finale raggiunta l'anno precedente, eliminando Kateřina Siniaková per 6-3 6-2, Jeļena Ostapenko per 6-4 6-3, Anastasija Sevastova per 6-1 6-2, Petra Kvitová, numero due del mondo, per 6-2 6-3 e Sloane Stephens, 6-2 7-5. In finale sconfigge la romena Halep con un doppio 6-4. In tal modo, vince il torneo senza perdere nemmeno un set, mai successo nella storia del torneo. Inoltre, supera il record precedentemente detenuto dalla connazionale Betty Stöve, issandosi alla quarta posizione del ranking mondiale. Agli Internazionali d'Italia raggiunge la semifinale eliminando, non senza difficoltà, Amanda Anisimova per 6-2 4-6 7-5, Carla Suárez Navarro per 6-4 1-6 6-3 e Naomi Ōsaka, che si ritira senza scendere nemmeno in campo. In seguito, viene fermata a sorpresa da un'ottima Johanna Konta, che la sconfigge in rimonta con il punteggio di 5-7 7-5 6-2.
Disputa lo Slam parigino, ma dopo aver sconfitto Pauline Parmentier al primo turno, è costretta a ritirarsi contro Viktória Kužmová sul punteggio di 1-3 in favore alla slovacca. Nel torneo di casa, l's-Hertogenbosch Open, raggiunge la finale sbarazzandosi in ordine di: Johanna Larsson per 6-3 6-1, Arantxa Rus per 7-5 6-3, Natal'ja Vichljanceva con un doppio 6-3 ed Elena Rybakina con un doppio 6-4. In finale viene sconfitta a sorpresa da Alison Riske (n° 61 del mondo), la quale dopo aver perso il primo set per 0-6, rimonta l'olandese per 7–6(3) 7-5 nei seguenti parziali. Tale sconfitta si può riassumere con gli otto doppi falli commessi e la scarsa abilità di trasformazione delle palle break (5/12) da parte di Bertens.
Si presenta ad Eastbourne in preparazione di Wimledon, raggiungendo la semifinale dopo aver estromesso in tre sets la Top 10 Aryna Sabalenka, prima di venire nettamente sconfitta da Karolína Plíšková. A Wimbledon elimina agevolmente Mandy Minella per 6-3 6-2 e rimonta Taylor Townsend con il punteggio di 3-6 7–6(5) 6-2. In seguito, viene fermata dalla futura semifinalista Barbora Strýcová.
Per la prima volta partecipa al torneo di Palermo dove raggiunge la finale elimando: Ekaterine Gorgodze per 6-0 6-1, Aleksandra Krunić per 6-3 6-1, Jasmine Paolini per 6-4 1-6 6-1 e Paula Badosa Gibert per 6-1 7-5. Tuttavia, viene sconfitta nuovamente in finale, stavolta per mano di Jil Teichmann (n° 87 del ranking) per 6(3)–7 2-6. In questo match, si evidenziano scarse percentuali di punti vinti sul primo e sul secondo servizio, rispettivamente 55% e 44%, insieme ad appena 3 palle break realizzate su 7.
Si presenta a Toronto dove elimina senza difficoltà Francesca Di Lorenzo per 6-2 6-1, prima di venire sconfitta a sua volta dalla futura campionessa, Bianca Andreescu, con il punteggio di 6-1 6(7)–7 6-4. In qualità di campionessa in carica, disputa il torneo di Cincinnati, ma viene sorpresa al primo turno da un'ottima Venus Williams, che ha la meglio per 6-3 3-6 7–6(4). Si presenta agli US Open, dove ripete il terzo turno raggiunto l'anno precedente; stavolta, in seguito alle vittorie su Paula Badosa Gibert ed Anastasija Pavljučenkova, viene fermata da Julia Görges (2-6 3-6).
Inaugura lo swing asiatico con una sconfitta prematura al primo turno inflittale da Ajla Tomljanović, che la sorprende con il punteggio di 6-4 7–6(1). Dopo aver ottenuto un bye nel torneo di Ōsaka, rimedia un'altra sconfitta all'esordio, stavolta per mano di Pavljučenkova, che si vendica per 6-1 7-5. A causa di questi scarsi risultati, precipita all'ottava posizione della classifica mondiale, mentre perde una posizione (10ª) nella corsa alle WTA Finals, dove ha raggiunto la semifinale l'anno precedente. In seguito, viene sconfitta da Aryna Sabalenka con il punteggio di 1-6 6(9)–7 nel secondo turno a Wuhan. Successivamente, raggiunge la semifinale a Pechino superando Elina Svitolina, numero tre del mondo, prima di perdere in un match lottato contro Ashleigh Barty (3-6 6-3 6(7)–7). Torna in Europa, precisamente a Linz, dove perde nei quarti di finale contro la quindicenne Cori Gauff; a Mosca cede al terzo set a Kristina Mladenovic, che stacca il pass per la semifinale.
Di conseguenza, non ottiene i punti necessari per le WTA Finals, scivolando alla decima posizione del ranking. Tuttavia, accede al torneo secondario al Master, l'Elite Trophy di Zhuhai. Inserita nel gruppo insieme a Dajana Jastrems'ka e Donna Vekić, si aggiudica entrambi i matches in due set; accede così alla semifinale, dove è costretta alla rincorsa fin dal primo parziale, poiché Zheng Saisai ottiene facilmente il primo set, tuttavia l'olandese riesce a imporsi con il punteggio finale di 2-6 6-3 6-4. In finale sfida Aryna Sabalenka, venendo facilmente sconfitta. Ma la stagione per Bertens non finisce qui, in quanto Naomi Ōsaka si ritira dopo aver vinto la prima partita alle WTA Finals, permettendole di partecipare. Sfida Ashleigh Barty, riuscendo a vendicarsi in rimonta sull'australiana con lo score di 3-6 6-3 6-4; tuttavia, è costretta a ritirarsi contro Belinda Bencic trovandosi sotto di 5-7 0-1.
Per la prima volta si aggiudica il WTA Jerry Diamond ACES Award. Dopo quattro anni di collaborazione, annuncia la separazione dal coach Raemon Sluiter. Dichiara la sua volontà di non partecipare alle Olimpiadi di Tokyo 2020, salvo poi cambiare idea a fine anno.

### 2020: decimo titolo, ottavi di finale a Melbourne e a Parigi
Apre la nuova stagione con due difficili vittorie al terzo set su Dajana Jastrems'ka ed Anett Kontaveit, prima di cedere a Naomi Ōsaka. Tuttavia, ritorna in finale in coppia con la beniamina di casa Ashleigh Barty, ma senza riuscire ad ottenere il trofeo sconfitte da Barbora Strýcová e Hsieh Su-wei. Iscritta inizialmente al torneo di Adelaide, che sostituisce da quest'anno il Premier di Sydney, annulla la sua partecipazione. Disputa gli Australian Open raccogliendo tre vittorie in due parziali contro Irina-Camelia Begu, Arina Rodionova e Zarina Dijas; approda per la prima volta negli ottavi di finale a Melbourne, dove incontra la futura finalista Garbiñe Muguruza.
Si presenta a San Pietroburgo senza risultati di grande rilievo, riuscendo comunque a confermare il successo ottenuto l'anno precedente: conquista il decimo titolo in carriera superando nettamente Elena Rybakina, ottava testa di serie, in finale. Non disputa il primo match a Dubai contro Kim Clijsters, poiché decide di dedicarsi al torneo seguente. A Doha esce nel secondo turno, sorpresa da Zheng Saisai con lo score di 3-6 6-3 6-4.
A causa della Pandemia di COVID-19, i tornei a partire dal BNP Paribas Open vengono annullati, compresi gli Slam Roland Garros e Wimbledon, e le Olimpiadi di Tokyo, posticipate di un anno. Per quanto riguarda la classifica, invece, viene congelata con le posizioni occupate dai tennisti al 9 marzo. I tornei riprendono dal 3 agosto, mentre il rientro in campo dell'olandese tarda ad arrivare, in quanto annulla la partecipazione a Cincinnati e agli US Open.
Ritorna a giocare a Roma uscendo di scena al secondo turno per mano di Polona Hercog. Non fa meglio a Strasburgo, poiché è costretta a ritirarsi contro Jeļena Ostapenko sul punteggio di 6-2 4-6 2-4 in favore della lettone. Si presenta al Roland Garros dove, torna a vincere. Difatti, si aggiudica le partite contro Katarina Zavac'ka, Sara Errani (superando quest'ultima per 9-7 nel terzo parziale) e Kateřina Siniaková; viene poi sconfitta a sorpresa dalla qualificata Martina Trevisan negli ottavi di finale.
Conclude la stagione dopo lo Slam parigino, al nono posto del ranking mondiale per il terzo anno consecutivo.

### 2021: ultimi tornei e ritiro
Durante una conferenza in Olanda a giugno 2021, Bertens ha fatto sapere che durante la stagione 2021 avrebbe abbandonato il tennis professionistico, giocando come ultimi tornei Eastbourne, Wimbledon e le Olimpiadi.

## Statistiche WTA

### Singolare

#### Vittorie (10)
| Legenda               |
| --------------------- |
| Grande Slam (0)       |
| Ori Olimpici (0)      |
| WTA Finals (0)        |
| WTA Elite Trophy (0)  |
| Premier Mandatory (1) |
| Premier 5 (1)         |
| Premier (3)           |
| International (5)     |

| N.  | Data              | Torneo                                            | Superficie  | Avversaria in finale | Punteggio        |
| 1.  | 28 aprile 2012    | Grand Prix SAR La Princesse Lalla Meryem, Fès     | Terra rossa | Laura Pous Tió       | 7-5, 6-0         |
| 2.  | 21 maggio 2016    | Nürnberger Versicherungscup, Norimberga           | Terra rossa | Mariana Duque Mariño | 6-2, 6-2         |
| 3.  | 27 maggio 2017    | Nürnberger Versicherungscup, Norimberga (2)       | Terra rossa | Barbora Krejčíková   | 6-2, 6-1         |
| 4.  | 23 luglio 2017    | Ladies Championship Gstaad, Gstaad                | Terra rossa | Anett Kontaveit      | 6-4, 3-6, 6-1    |
| 5.  | 8 aprile 2018     | Volvo Car Open, Charleston                        | Terra verde | Julia Görges         | 6-2, 6-1         |
| 6.  | 19 agosto 2018    | Western & Southern Open, Cincinnati               | Cemento     | Simona Halep         | 2-6, 7-6(6), 6-2 |
| 7.  | 23 settembre 2018 | Korea Open, Seul                                  | Cemento     | Ajla Tomljanović     | 7-6(2), 4-6, 6-2 |
| 8.  | 3 febbraio 2019   | St. Petersburg Ladies Trophy, San Pietroburgo     | Cemento (i) | Donna Vekić          | 7-6(2), 6-4      |
| 9.  | 11 maggio 2019    | Mutua Madrid Open, Madrid                         | Terra rossa | Simona Halep         | 6-4, 6-4         |
| 10. | 16 febbraio 2020  | St. Petersburg Ladies Trophy, San Pietroburgo (2) | Cemento (i) | Elena Rybakina       | 6-1, 6-3         |

#### Sconfitte (5)
| Legenda               |
| --------------------- |
| Grande Slam (0)       |
| Argenti Olimpici (0)  |
| WTA Finals (0)        |
| WTA Elite Trophy (1)  |
| Premier Mandatory (1) |
| Premier 5 (0)         |
| Premier (0)           |
| International (3)     |

| N. | Data            | Torneo                                       | Superficie  | Avversaria in finale | Punteggio        |
| 1. | 17 luglio 2016  | Ladies Championship Gstaad, Gstaad           | Terra rossa | Viktorija Golubic    | 6-4, 3-6, 4-6    |
| 2. | 12 maggio 2018  | Mutua Madrid Open, Madrid                    | Terra rossa | Petra Kvitová        | 6(6)-7, 6-4, 3-6 |
| 3. | 16 giugno 2019  | Libéma Open, 's-Hertogenbosch                | Erba        | Alison Riske         | 6-0, 6(3)-7, 5-7 |
| 4. | 28 luglio 2019  | Internazionali Femminili di Palermo, Palermo | Terra rossa | Jil Teichmann        | 6(3)-7, 2-6      |
| 5. | 27 ottobre 2019 | WTA Elite Trophy, Zhuhai                     | Cemento (i) | Aryna Sabalenka      | 4-6, 2-6         |

### Doppio

#### Vittorie (10)
| Legenda               |
| --------------------- |
| Grande Slam (0)       |
| Ori Olimpici (0)      |
| WTA Finals (0)        |
| Premier Mandatory (0) |
| Premier 5 (0)         |
| Premier (1)           |
| International (9)     |

| N.  | Data              | Torneo                                  | Superficie  | Compagna        | Avversarie in finale                       | Punteggio           |
| 1.  | 17 gennaio 2015   | Hobart International, Hobart            | Cemento     | Johanna Larsson | Vitalija D'jačenko Monica Niculescu        | 7-5, 6-3            |
| 2.  | 19 luglio 2015    | Swedish Open, Båstad                    | Terra rossa | Johanna Larsson | Tatjana Maria Ol'ga Savčuk                 | 7-5, 6-4            |
| 3.  | 21 maggio 2016    | Nürnberger Versicherungscup, Norimberga | Terra rossa | Johanna Larsson | Shūko Aoyama Renata Voráčová               | 6-3, 6-4            |
| 4.  | 16 ottobre 2016   | Generali Ladies Linz, Linz              | Cemento (i) | Johanna Larsson | Anna-Lena Grönefeld Květa Peschke          | 4-6, 6-2, [10-7]    |
| 5.  | 22 ottobre 2016   | BGL Luxembourg Open, Lussemburgo        | Cemento (i) | Johanna Larsson | Monica Niculescu Patricia Maria Tig        | 4-6, 7-5, [11-9]    |
| 6.  | 7 gennaio 2017    | ASB Classic, Auckland                   | Cemento     | Johanna Larsson | Demi Schuurs Renata Voráčová               | 6-2, 6-2            |
| 7.  | 23 luglio 2017    | Ladies Championship Gstaad, Gstaad      | Terra rossa | Johanna Larsson | Viktorija Golubic Nina Stojanović          | 7-6(4), 4-6, [10-7] |
| 8.  | 24 settembre 2017 | Korea Open, Seul                        | Cemento     | Johanna Larsson | Luksika Kumkhum Peangtarn Plipuech         | 6-4, 6-1            |
| 9.  | 15 ottobre 2017   | Upper Austria Ladies Linz, Linz (2)     | Cemento (i) | Johanna Larsson | Natela Dzalamidze Xenia Knoll              | 3-6, 6-3, [10-4]    |
| 10. | 6 gennaio 2018    | Brisbane International, Brisbane        | Cemento     | Demi Schuurs    | Andreja Klepač María José Martínez Sánchez | 7-5, 6-2            |

#### Sconfitte (6)
| Legenda               |
| --------------------- |
| Grande Slam (0)       |
| Argenti Olimpici (0)  |
| WTA Finals (1)        |
| Premier Mandatory (0) |
| Premier 5 (0)         |
| Premier (1)           |
| International (4)     |

| N. | Data              | Torneo                            | Superficie  | Compagna         | Avversarie in finale                           | Punteggio           |
| 1. | 27 settembre 2015 | Korea Open, Seul                  | Cemento     | Johanna Larsson  | Lara Arruabarrena Andreja Klepač               | 6-2, 3-6, [6-10]    |
| 2. | 27 febbraio 2016  | Abierto Mexicano Telcel, Acapulco | Cemento     | Johanna Larsson  | Anabel Medina Garrigues Arantxa Parra Santonja | 0-6, 4-6            |
| 3. | 18 giugno 2017    | Ricoh Open, 's-Hertogenbosch      | Erba        | Demi Schuurs     | Dominika Cibulková Kirsten Flipkens            | 6-4, 4-6, [6-10]    |
| 4. | 29 ottobre 2017   | WTA Finals, Singapore             | Cemento (i) | Johanna Larsson  | Tímea Babos Andrea Hlaváčková                  | 6-4, 4-6, [5-10]    |
| 5. | 16 giugno 2018    | Libéma Open, 's-Hertogenbosch (2) | Erba        | Kirsten Flipkens | Elise Mertens Demi Schuurs                     | 3-3, rit.           |
| 6. | 12 gennaio 2020   | Brisbane International, Brisbane  | Cemento     | Ashleigh Barty   | Hsieh Su-wei Barbora Strýcová                  | 6–3, 6(7)-7, [8–10] |

## Statistiche ITF

### Singolare

#### Vittorie (7)
| Torneo 100000 $ (0) |
| Torneo 80000 $ (0)  |
| Torneo 75000 $ (0)  |
| Torneo 60000 $ (0)  |
| Torneo 50000 $ (0)  |
| Torneo 25000 $ (4)  |
| Torneo 15000 $ (0)  |
| Torneo 10000 $ (3)  |

| N. | Data             | Torneo                                                      | Superficie  | Avversaria in finale   | Punteggio     |
| 1. | 6 settembre 2009 | Almere Open, Almere                                         | Terra rossa | Angelique Van der Meet | 6-2, 6-4      |
| 2. | 4 ottobre 2009   | GD Tennis Academy Cup, Antalya-Belek                        | Terra rossa | Nanuli Pipiya          | 6-2, 6-2      |
| 3. | 27 giugno 2010   | Rotterdam Open, Rotterdam                                   | Terra rossa | Danielle Harmsen       | 6-4, 6-2      |
| 4. | 14 agosto 2011   | Flanders Ladies Trophy Koksijde, Koksijde                   | Terra rossa | Elica Kostova          | 6-2, 6-1      |
| 5. | 11 marzo 2012    | Women's ITF Irapuato Club de Golf Santa Margarita, Irapuato | Cemento     | Jaroslava Švedova      | 6-4, 2-6, 6-1 |
| 6. | 25 marzo 2012    | AEGON Pro Series Bath, Bath                                 | Cemento (i) | Annika Beck            | 6-4, 3-6, 6-3 |
| 7. | 9 agosto 2015    | Flanders Ladies Trophy Koksijde, Koksijde                   | Terra rossa | Myrtille Georges       | 3-6, 6-2, 6-3 |

#### Sconfitte (4)
| Torneo 100000 $ (0) |
| Torneo 80000 $ (0)  |
| Torneo 75000 $ (0)  |
| Torneo 60000 $ (0)  |
| Torneo 50000 $ (0)  |
| Torneo 25000 $ (1)  |
| Torneo 15000 $ (0)  |
| Torneo 10000 $ (3)  |

| N. | Data             | Torneo                                    | Superficie  | Avversaria in finale   | Punteggio        |
| 1. | 14 giugno 2009   | Coldec Open, Apeldoorn                    | Terra rossa | Natalie Piquion        | 3-6, 2-6         |
| 2. | 28 febbraio 2010 | Portimao Tivoli Ladies Open, Portimao     | Cemento     | Claudia Giovine        | 6-3, 2-6, 6(1)-7 |
| 3. | 13 giugno 2010   | Coldec Open, Apeldoorn                    | Terra rossa | Angelique Van der Meet | 5-7, 3-6         |
| 4. | 15 agosto 2010   | Flanders Ladies Trophy Koksijde, Koksijde | Terra rossa | Katarzyna Piter        | 4-6, 4-6         |

### Doppio

#### Vittorie (11)
| Torneo 100000 $ (1) |
| Torneo 80000 $ (0)  |
| Torneo 75000 $ (1)  |
| Torneo 60000 $ (0)  |
| Torneo 50000 $ (1)  |
| Torneo 25000 $ (2)  |
| Torneo 15000 $ (0)  |
| Torneo 10000 $ (6)  |

| N.  | Data             | Torneo                                                          | Superficie    | Partner          | Avversario in finale                   | Punteggio        |
| 1.  | 2 agosto 2009    | ITF Women's Circuit Bree, Bree                                  | Terra rossa   | Quirine Lemoine  | An-Sophie Mestach Demi Schuurs         | 6-1, 6-0         |
| 2.  | 9 agosto 2009    | Ladiez Trophy, Rebecq                                           | Terra rossa   | Nicole Thyssen   | Patricia Chiera Valentina Sulpizio     | 6-2, 7-5         |
| 3.  | 6 settembre 2009 | Almere Open, Almere                                             | Terra rossa   | Nicole Thyssen   | Danielle Harmsen Kim Kilsdonk          | 4-6, 6-2, [10-4] |
| 4.  | 4 ottobre 2009   | GD Tennis Academy Cup, Adalia-Belek                             | Terra rossa   | Marcela Koek     | Barbara Sobaszkiewicz Sylwia Zagorska  | 6-4, 0-6, [10-4] |
| 5.  | 14 novembre 2009 | The Caversham International, Isola di Jersey                    | Cemento (i)   | Danielle Harmsen | Tímea Babos Malou Ejdesgaard           | 7-5, 7-5         |
| 6.  | 21 marzo 2010    | GD Tennis Cup 3, Adalia                                         | Terra rossa   | Danielle Harmsen | Fatma Al Nabhani Andrea Koch-Benvenuto | 6-2, 6-4         |
| 7.  | 2 ottobre 2010   | Ortolaakarit Open, Helsinki                                     | Cemento (i)   | Richèl Hogenkamp | Yuliya Beygelzimer Kristina Mladenovic | 6-3, 7-5         |
| 8.  | 6 agosto 2011    | Monteroni International, Monteroni d'Arbia                      | Terra rossa   | Nicole Rottmann  | Gioia Barbieri Anastasia Grymalska     | 6-0, 6-3         |
| 9.  | 6 novembre 2011  | ITF Bueschl Open, Ismaning                                      | Sintetico (i) | Anne Keothavong  | Kristina Barrois Yvonne Meusburger     | 6-3, 6-3         |
| 10. | 11 maggio 2014   | Open GDF Suez de Cagnes-Sur-Mer Alpes-Maritimes, Cagnes-Sur-Mer | Terra rossa   | Johanna Larsson  | Tatiana Búa Daniela Seguel             | 7-6(4), 6-4      |
| 11. | 2 agosto 2015    | Powiat Poznanski Open, Sobota                                   | Terra rossa   | Richèl Hogenkamp | Cornelia Lister Jeļena Ostapenko       | 7-6(2), 6-4      |

#### Sconfitte (2)
| Torneo 100000 $ (0) |
| Torneo 80000 $ (0)  |
| Torneo 75000 $ (0)  |
| Torneo 60000 $ (0)  |
| Torneo 50000 $ (0)  |
| Torneo 25000 $ (2)  |
| Torneo 15000 $ (0)  |
| Torneo 10000 $ (0)  |

| N. | Data            | Torneo                                                | Superficie  | Partner          | Avversario in finale                            | Punteggio        |
| 1. | 23 gennaio 2011 | Open GDF Suez 42, Andrezieux-Boutheon                 | Cemento (i) | Richèl Hogenkamp | Darija Jurak Valeria Savinykh                   | 3-6, 6(0)-7      |
| 2. | 2 ottobre 2011  | Torneo Internacional Femenino Villa de Madrid, Madrid | Terra rossa | Elyne Boeykens   | Rocio De La Torre-Sanchez Georgina Garcia-Perez | 7-5, 4-6, [8-10] |

## Risultati in progressione
| V | F | SF | QF | #T | RR | Q# | A | Z# | PO | O | F-A | SF-B | ND |

(V) Torneo vinto; raggiunto (F) finale, (SF) semifinale, (QF) quarti di finale, (#T) turni 4, 3, 2, 1; (RR) round - robin; (Q#) Turno di qualificazione; (A) assente dal torneo; (Z#) Zona gruppo Coppa Davis/Fed Cup (con indicazione numero); (PO) play-off Coppa Davis o Fed Cup; vinto un (O) oro, (F-A) argento o (SF-B) bronzo ai Giochi Olimpici; (ND) torneo non disputato.

### Singolare
Aggiornato a fine Open di Francia 2020 
| Grandi Slam           |                 |                 |                 |                 |                 |                 |                 |               |               |            |            |
| Australian Open       | A               | 1T              | 1T              | 2T              | 1T              | 1T              | 3T              | 2T            | 4T            | 0 / 8      | 7-8        |
| Roland Garros         | 1T              | 1T              | 4T              | 1T              | SF              | 2T              | 3T              | 2T            | 4T            | 0 / 9      | 15–9       |
| Wimbledon             | 2T              | 1T              | A               | 1T              | 3T              | 1T              | QF              | 3T            | ND            | 0 / 7      | 9–7        |
| US Open               | 2T              | 1T              | 1T              | 2T              | 1T              | 1T              | 3T              | 3T            | A             | 0 / 8      | 6–8        |
| Vittorie/Sconfitte    | 2–3             | 0–4             | 3–3             | 2–4             | 7–4             | 1–4             | 10-4            | 6-4           | 3-1           | 0-31       | 33–31      |
| Giochi Olimpici       |                 |                 |                 |                 |                 |                 |                 |               |               |            |            |
| Giochi Olimpici       | A               | Non disputati   | Non disputati   | Non disputati   | 1T              | Non disputati   | Non disputati   | Non disputati | Non disputati | 0 / 1      | 0-1        |
| WTA Finals            |                 |                 |                 |                 |                 |                 |                 |               |               |            |            |
| WTA Finals            | Non qualificata | Non qualificata | Non qualificata | Non qualificata | Non qualificata | Non qualificata | SF              | RR [1]        | ND            | 0 / 2      | 3-3        |
| WTA Elite Trophy      | Non qualificata | Non qualificata | Non qualificata | Non qualificata | RR              | Non qualificata | Non qualificata | F             | ND            | 0 / 2      | 2-3        |
| WTA Premier Mandatory |                 |                 |                 |                 |                 |                 |                 |               |               |            |            |
| Indian Wells          | A               | 2T              | A               | 1T              | 1T              | 3T              | 2T              | 4T            | ND            | 0 / 6      | 4-6        |
| Miami                 | A               | 2T              | 2T              | 1T              | 3T              | 2T              | 3T              | 4T            | ND            | 0 / 7      | 7-7        |
| Madrid                | A               | 1T              | A               | A               | A               | QF              | F               | V             | ND            | 1 / 4      | 14-3       |
| Pechino               | A               | A               | A               | A               | A               | 1T              | 3T              | SF            | ND            | 0 / 3      | 6-3        |
| WTA Premier 5         |                 |                 |                 |                 |                 |                 |                 |               |               |            |            |
| Dubai / Doha          | A               | A               | A               | A               | A               | 1T              | A               | 2T            | 2T            | 0 / 3      | 2-3        |
| Roma                  | A               | 2T              | A               | A               | 1T              | SF              | 1T              | SF            |               | 0 / 5      | 8-5        |
| Toronto/Montréal      | 2T              | 2T              | 1T              | A               | A               | A               | QF              | 2T            | ND            | 0 / 5      | 6-5        |
| Cincinnati            | 1T              | A               | LQ              | A               | 1T              | 2T              | V               | 1T            | A             | 1 / 5      | 7-4        |
| Tokyo / Wuhan         | A               | A               | A               | A               | A               | 2T              | 2T              | 3T            | ND            | 0 / 3      | 4-3        |
| WTA Premier           |                 |                 |                 |                 |                 |                 |                 |               |               |            |            |
| Brisbane              | A               | A               | LQ              | A               | A               | A               | 1T              | 2T            | QF            | 0 / 3      | 4-3        |
| Sydney                | A               | LQ              | LQ              | A               | A               | A               | 2T              | SF            | ND            | 0 / 2      | 4-2        |
| Adelaide              | Non disputato   | Non disputato   | Non disputato   | Non disputato   | Non disputato   | Non disputato   | Non disputato   | Non disputato | A             | 0 / 0      | 0-0        |
| St. Petersburg        | A               | A               | A               | A               | A               | 1T              | 1T              | V             | V             | 2 / 4      | 8-2        |
| Charleston            | A               | A               | 2T              | A               | A               | 3T              | V               | 3T            | ND            | 1 / 4      | 11-3       |
| Stoccarda             | A               | A               | A               | A               | A               | 1T              | 1T              | SF            | ND            | 0 / 3      | 3-3        |
| Birmingham            | A               | A               | A               | A               | A               | A               | A               | A             | ND            | 0 / 0      | 0-0        |
| Eastbourne            | A               | A               | A               | A               | A               | A               | 2T              | SF            | ND            | 0 / 2      | 5-2        |
| San Jose              | A               | 1T              | A               | A               | A               | A               | A               | A             | ND            | 0 / 1      | 0-1        |
| Zhengzhou             | Non Premier     | Non Premier     | Non Premier     | Non Premier     | Non Premier     | Non Premier     | Non Premier     | 2T            | ND            | 0 / 1      | 0-1        |
| Tokyo                 | Non Premier     | Non Premier     | A               | A               | A               | A               | A               | 2T            | ND            | 0 / 1      | 0-1        |
| Mosca                 | A               | A               | A               | A               | A               | A               | 2T              | QF            | A             | 0 / 2      | 2-2        |
| Statistiche totali    |                 |                 |                 |                 |                 |                 |                 |               |               |            |            |
| Finali                | 1               | 0               | 0               | 0               | 2               | 2               | 4               | 4             | 1             | 14         | 14         |
| Titoli                | 1               | 0               | 0               | 0               | 1               | 2               | 3               | 2             | 1             | 10         | 10         |
| V-P Totali            | 14-12           | 14-19           | 11-14           | 9-17            | 30-20           | 32-26           | 43-19           | 51-24         | 15-4          | 225-156    | 225-156    |
| V %                   | 54%             | 42%             | 44%             | 35%             | 60%             | 55%             | 69%             | 68%           | 79%           | 59,06%     | 59,06%     |
| Ranking a fine anno   | 63              | 87              | 69              | 101             | 22              | 31              | 9               | 9             | 9             | 11425132 $ | 11425132 $ |

Note
- [1] Partecipa sia alle WTA Finals che al torneo secondario grazie al ritiro di Naomi Ōsaka nel corso del Master.

### Doppio nei tornei del Grande Slam
| Torneo                     | 2012 | 2013 | 2014 | 2015 | 2016 | 2017 | 2018 | 2019 | 2020 | 2021 | Totale |
| -------------------------- | ---- | ---- | ---- | ---- | ---- | ---- | ---- | ---- | ---- | ---- | ------ |
| Australian Open, Melbourne | A    | 1T   | 1T   | QF   | 1T   | 2T   | 1T   | A    | A    | A    | 4–6    |
| Roland Garros, Parigi      | 1T   | 1T   | A    | 1T   | QF   | 3T   | 3T   | A    | A    | A    | 7–6    |
| Wimbledon, Londra          | A    | A    | A    | 1T   | 2T   | 1T   | 3T   | A    | A    | 1T   | 3–5    |
| US Open, New York          | 1T   | 2T   | 1T   | 3T   | 2T   | 3T   | 2T   | A    | A    | A    | 7–7    |
| Vittorie/Sconfitte         | 0–2  | 1–3  | 0–2  | 5–4  | 5–4  | 5–4  | 5-4  | 0-0  | 0-0  | 0-1  | 21–24  |

### Doppio misto nei tornei del Grande Slam
| Torneo                     | 2016 | 2017 | 2018 | 2019 | Totale |
| -------------------------- | ---- | ---- | ---- | ---- | ------ |
| Australian Open, Melbourne | A    | A    | A    | A    | 0–0    |
| Roland Garros, Parigi      | A    | A    | A    | A    | 0–0    |
| Wimbledon, Londra          | 2T   | A    | A    | A    | 0–1    |
| US Open, New York          | A    | A    | A    | A    | 0–0    |
| Vittorie/Sconfitte         | 0-1  | 0–0  | 0–0  | 0–0  | 0–1    |

## Vittorie contro giocatrici Top 10
| Stagione | 2016 | 2017 | 2018 | 2019 | Totale |
| Vittorie | 3    | 0    | 12   | 8    | 23     |

| #    | Giocatrice             | Ranking | Evento                                 | Superficie      | Turno | Punteggio        | Rank. KBR |
| ---- | ---------------------- | ------- | -------------------------------------- | --------------- | ----- | ---------------- | --------- |
| 2016 |                        |         |                                        |                 |       |                  |           |
| 1.   | Roberta Vinci          | 7       | Nürnberger Cup, Norimberga             | Terra rossa     | 2T    | 6-4, 7-6(4)      | 89        |
| 2.   | Angelique Kerber       | 3       | Open di Francia, Parigi                | Terra rossa     | 1T    | 6-2, 3-6, 6-3    | 58        |
| 3.   | Timea Bacsinszky       | 9       | Open di Francia, Parigi                | Terra rossa     | QF    | 7-5, 6-2         | 58        |
| 2018 |                        |         |                                        |                 |       |                  |           |
| 4.   | Caroline Wozniacki     | 2       | Madrid Open, Madrid                    | Terra rossa     | 3T    | 6-2, 6-2         | 20        |
| 5.   | Caroline Garcia        | 7       | Madrid Open, Madrid                    | Terra rossa     | SF    | 6-2, 6-2         | 20        |
| 6.   | Venus Williams         | 9       | Torneo di Wimbledon, Londra            | Erba            | 3T    | 6-2, 6(5)-7, 8-6 | 20        |
| 7.   | Karolína Plíšková      | 8       | Torneo di Wimbledon, Londra            | Erba            | 4T    | 6-3, 7-6(1)      | 20        |
| 8.   | Karolína Plíšková (2)  | 9       | Canadian Open, Montréal                | Cemento         | 2T    | 6-2, 6-2         | 18        |
| 9.   | Petra Kvitová          | 8       | Canadian Open, Montréal                | Cemento         | 3T    | 6-3, 6-2         | 18        |
| 10.  | Caroline Wozniacki (2) | 2       | Cincinnati Open, Cincinnati            | Cemento         | 2T    | 6-4, rit.        | 17        |
| 11.  | Elina Svitolina        | 7       | Cincinnati Open, Cincinnati            | Cemento         | QF    | 6-4, 6-3         | 17        |
| 12.  | Petra Kvitová (2)      | 6       | Cincinnati Open, Cincinnati            | Cemento         | SF    | 3-6, 6-4, 6-2    | 17        |
| 13.  | Simona Halep           | 1       | Cincinnati Open, Cincinnati            | Cemento         | F     | 2-6, 7-6(6), 6-2 | 17        |
| 14.  | Angelique Kerber (2)   | 2       | WTA Finals, Singapore                  | Cemento (i)     | RR    | 1-6, 6-3, 6-4    | 9         |
| 15.  | Naomi Ōsaka            | 4       | WTA Finals, Singapore                  | Cemento (i)     | RR    | 6-3, rit.        | 9         |
| 2019 |                        |         |                                        |                 |       |                  |           |
| 16.  | Aryna Sabalenka        | 10      | St. Petersburg Trophy, San Pietroburgo | Cemento (i)     | SF    | 7-6(5), 6-2      | 8         |
| 17.  | Angelique Kerber (3)   | 5       | Stuttgart Open, Stoccarda              | Terra rossa (i) | QF    | 6-3, 6-4         | 7         |
| 18.  | Petra Kvitová (3)      | 2       | Madrid Open, Madrid                    | Terra rossa     | QF    | 6-2, 6-3         | 7         |
| 19.  | Sloane Stephens        | 8       | Madrid Open, Madrid                    | Terra rossa     | SF    | 6-2, 7-5         | 7         |
| 20.  | Simona Halep (2)       | 3       | Madrid Open, Madrid                    | Terra rossa     | F     | 6-4, 6-4         | 7         |
| 21.  | Aryna Sabalenka (2)    | 10      | Eastbourne International, Eastbourne   | Erba            | QF    | 6-4, 3-6, 6-4    | 4         |
| 22.  | Elina Svitolina (2)    | 3       | China Open, Pechino                    | Cemento         | QF    | 7-6(6), 6-2      | 8         |
| 23.  | Ashleigh Barty         | 1       | WTA Finals, Singapore                  | Cemento (i)     | RR    | 3-6, 6-3, 6-4    | 10        |

## Riconoscimenti
- WTA Jerry Diamond ACES Award nel 2019.[19]